# Großneuhausen
Großneuhausen är en kommun i Landkreis Sömmerda i förbundslandet Thüringen i Tyskland. Kommunens administrativa säte ligger staden Kölleda.
Kommunen ingår i förvaltningsgemenskapen Kölleda tillsammans med kommunerna Kleinneuhausen, Kölleda, Ostramondra och Rastenberg.